# Depresiunea Jiblea
Depresiunea Jiblea face parte din cadrul depresiunilor submontane din cadrul Subcarpaților Getici. Este drenată de râul Olt. Cea mai importantă așezare din zonă o reprezintă orașul Călimănești.